# Centaurea amadanensis
Centaurea amadanensis là một loài thực vật có hoa trong họ Cúc. Loài này được Sch.Bip. mô tả khoa học đầu tiên.